# 影山昇
影山 昇（かげやま のぼる、1935年6月5日 - ）は、日本の教育学者、東京水産大学名誉教授。

## 人物・来歴
1935年、静岡市生まれ。1954年、静岡県立静岡高等学校卒業。静岡大学教育学部小学校教員養成課程卒業、東京大学大学院教育学研究科博士課程中退。群馬県、静岡県の中学校・高校教諭を経て、1979年、愛媛大学教授、1984年、東京水産大学教授。1996年、「人物による水産教育史研究」で東京水産大学博士（水産学）。1999年、定年退官、名誉教授。その後、成城大学文芸学部で非常勤講師を務めた。
2015年春の叙勲で瑞宝中綬章受章。

## 著書
- 『静岡県学校史研究』全3巻 私家版 1965-1966
- 『徳川（静岡藩）における近代学校の史的考察 － 静岡学問所と沼津兵学校および同附属小学校を中心として － 』 1965
- 『愛媛県師範教育の歴史』青葉図書 1974
- 『伊予の蘭学』青葉図書 1975
- 『日本近代教育の遺産 洋学受容と地域教育の展開』第一法規出版 1976
- 『海軍兵学校の教育』第一法規出版 1978
- 『日本近代教育の歩み 幕末維新期の教育の展開』学陽書房 1980
- 『愛媛県の教育史』思文閣出版 都道府県教育史 1983
- 『ふくざわゆきち』清水耕蔵絵 チャイルド本社 チャイルド絵本館 伝記ものがたり 1986
- 『日本の教育の歩み 現代に生きる教師像を求めて』有斐閣選書 1988
- 『内村鑑三と寺田寅彦 海に生きたふたり』くもん出版 1990
- 『青年鈴木善幸と漁協運動 元総理の軌跡』成山堂書店 1992
- 『人物による水産教育の歩み 内村鑑三・寺田寅彦・田内森三郎・山本祥吉・天野慶之』成山堂書店 1996
- 『男たちの『ひめゆりの塔』 沖縄戦-知られざる悲劇の学徒たち』大空社出版部 1997
- 『蜷川虎三の水産経済と中小企業振興 元京都府知事の青春』成山堂書店 1999

### 共編著
- 『教育学研修講座 14 現代教師論』高野桂一共編著 第一法規出版 1984
- 『20世紀フォトドキュメント 第4巻 教育 明治-平成』責任編集 ぎょうせい 1991.10
- 『水産教育と水産学研究 東京水産大学第20回公開講座』編著 成山堂書店 1995
- 『教育と学校を考える』 岡村遼司、影山 昇、今野喜清 編 勁草書房 1995.4

## 論文
- CiNii 影山昇 検索結果